# Spolu a hladoví
Spolu a hladoví je český cestopisný seriál televize HBO Europe z roku 2022. Režisérem série je Matěj Chlupáček, v hlavních rolích vystupuje food infulencer Lukáš Hejlík společně se svou dcerou Klárou Hejlíkovou. Ti během 8 epizod cestují po České republice a předávají divákům tipy na výlety a místa, kde se dobře najíst. Seriál ale zároveň zobrazuje i vztah mezi otcem a dospívající dcerou, kterou vídá jen o víkendech.

## Uvedení
První dvě epizody seriálu byly dne 1. dubna 2022 premiérově uvedeny na platformě HBO Max, a to nejen v Evropě, ale i v USA pod názvem Czech It Out!. Každý další týden v pátek následovaly další dvě epizody, poslední dvě byly tedy dostupné od 22. dubna 2022. Po necelých třech měsících od uvedení poslední epizody byl však titul Spolu a hladoví nečekaně z nabídky streamovací platformy HBO Max odstraněn. Oficiální vyjádření společnosti na Twitteru uvádí, že odstranění vybraných titulů je součástí fúze HBO Max a Discovery+.